# Los Pozuelos de Calatrava
Los Pozuelos de Calatrava è un comune spagnolo di 430 abitanti situato nella comunità autonoma di Castiglia-La Mancia.